# Feria (Iglesia católica)
Una feria, palabra que en latín significaba «día libre», es un día en el que la gente, especialmente los esclavos, no estaban obligados a trabajar, y en el que no funcionaban los tribunales de justicia.
En la antigua Roma, las feriae publicae, «vacaciones legales», podían ser stativae («fijas», esto es, marcadas de antemano, como las Saturnalia), conceptivae («móviles») o imperativae (establecidas por ocasiones especiales).

## Fuente
- Catholic Encyclopedia (1917).

- Datos: Q5858744